# Сексуална инверзија (сексологија)
Сексуална инверзија је полупарни појам који су користили сексолози у својим теоријама о хомосексуалности првенствено крајем 19. и почетком 20. века.  У том историјском раздобљу веровало се да је сексуална инверзија урођена промена родних особина, па су  тако припадници мушког рода, у већој или мањој мери, били склони традиционално женским активностима и облачењу и обрнуто. Сексолог Ричард фон Крафт-Ебинг описао је женску сексуалну инверзију као „мушку душу која се диже у женским грудима“.
У почетку ограничен на медицинске текстове, концепт сексуалне инверзије је добио широку примену у лезбијском роману Радклифа Хола (John Radclyffe Hall) из 1928. године Бунар усамљености, који је делом написан да популарише тадашње ставове сексолога. Објавио га је са предговором сексолог Хавелок Елис, који је доследно користио термин „обрнути“ за његовог протагонисту, који је имао велику сличност са личностима из  једне од студија Ричарда фон Крафта-Ебинга.

## Историја
Сексуалност је почела да се дефинише кроз јукстапозицију појмова нормалности и патологије при крају 19. века и почетком 20. века у оквиру научне области сексологије која се дефинише као... наука која проучава проблеме секса и полних односа, бавећи се морфолошким, физиолошким и психолошке особине репродукције врста
Све је почело од Фукоове тврдња из првог тома Историје сексуалности, објављене у 19. веку у коме се развијају различити дискурси о сексуалности који су настали и развијали се, откако се почело говорити о сексуалном понашању са неутралне позиције и развоју напредних анализиза у виду одступања од нормалности, одређених категорија људи према њиховим полним праксама и жељама кроз наглашавајућа перверзна и девијантних понашања.  Ова наизглед неутрална позиција која је формулисана кроз активности медицинско-психијатријских истраживача и њихових установа подстакла је на проучавање родно ненормативног понашања, укључујући и транссексуалност.
Крајем 19. века почиње да се јавља идеја да у појединим људима постоји унутрашњи дефект који предодређује абнормалну сексуалност, док се пре тога она доживљавала универзалистички, у виду постојања способности сваког појединца за морално исправно или погрешно сексуално понашање. Ова идеолошка прекретница успоставила је разлику између хомосексуалаца и хетеросексуалца, који се почињу да доживљавају као различите типови људи.
Карл Улрих је 1860. године први окарактерисао сексуалну инверзију као „женски дух у мушком телу“, фраза која данас подсећа на  "заробљеност у погрешном телу", карактеристичан за описивање транссексуалности.
Идеја о постојању агресивне сексуалне енергија својствене само мушкарцима (зачета у Викторијанско доба), у поређењу са женама негирала је постојање сексуалне интересовања и жеља код жена, чинећи их пасивним објектима мушке сексуалности, отварајући тако пут за истраживање сексуалних девијације које одступају од такве дихотомије и одредиле начин на који ће их истраживачи дефинисати.
Управо је у тим условима дефинисана сексуална инверзија: по којој да би се нпр. жена могла понашати као лезбијка, морала да се понаша као мушкарац, с обзиром да су само мушкарци били власници и извршиоци својих сексуалних жеља. У том смислу, сексуална инверзија на коју се многи лекари тог времена позивају није се првенствено односили на сексуалне ексцесе, већ на додељене родне улоге.
Хавелок Елис и Магнус Хирсшфелд, за разлику од Крафта Ебинга, били су први који су сексуалну оријентацију и родну варијабилност гледали као одвојене ентитете. Елис је увео термин “еонизам”, према Шарлу д’Еону, француском пустолову и дипломати који је део свог живота провео живећи као жена. За Елиса, еонизам је био феномен еротичке емпатије, уобичајено хетеросексуалне унутрашње имитације, која се манифестује у преузимању навика и одеће жељенога пола, имајући при томе у виду да је главна карактеристика тог стања импулс који произлази из дивљења и афекције према супротном полу. Оваква дефиниција изазвала је сукоб између два типа понашања која ће се средином 1950-их година поелити у две категорије:
- Трансвестизам, облачење у одећу супротног пола ради личног задовољства,
- Транссексуалност, у коме је облачење имало супротну родну улогу и било израз идентификације са супротним полом.[11]

## Теорија о сексуалној инверзији
Теорија сексуалне инверзије схвата привлачност истог пола као облик родне варијанте. Сексуални инверт је неко кога привлачи сопствени пол, тако да ова теорија има ограничену разлику између истополно привлачних особа које се родно конформишу осим својих привлачности и истополно привлачних особа које прекорачују додељене сексуалне улоге на друге начине, као што је то нпр. унакрсна идентификација.
Према овој теорији, геј мушкарци и лезбијке су били сексуални „инвертовани“, људи који су споља изгледали као мушкарци или жене, али су се изнутра осећали као да су „супротног“ анатомског пола (према бинарном погледу на род). Стога су истополне жеље и привлачност објашњаване као „латентна хетеросексуалност“, а бисексуална жеља је била позната као психосексуални хермафродитизам – другим речима, геј мушкарци и лезбијке су заправо били само хетеросексуалци који су „рођени у погрешном телу“ а „бисексуалци “  су оно што би савремени сексолози по овој теорији назвали интерсексуалним људима (раније хермафродитима)  па по тој теорији  „мушки“ део бисексуалне особе наводно има привлачност према женама, а „женски“ део према мушкарцима.